# Karl Hahn (homme politique, 1846)
Pour les articles homonymes, voir Hahn.
Ne doit pas être confondu avec Karl Hahn (homme politique, 1901).
Karl Hahn (né le 1er décembre 1846 à Staßfurt et mort le 10 juillet 1899 à Bochum) est un avocat et homme politique prussien.

## Biographie
Après le lycée de Magdebourg, Hahn étudie le droit à Tübingen, Greifswald et Berlin. Au cours de ses études, il devient membre de la fraternité Normannia Tübingen (de) en 1866. Il participe à la guerre austro-prussienne de 1866 en tant que volontaire et en tant qu'officier de réserve à la guerre franco-prussienne de 1870/71. Après ses examens, il devient assesseur et en 1876 juge de district à Custrin. En 1878, il devient conseiller municipal salarié à Magdebourg et en 1886 premier maire de Nordhausen. Pour Nordhausen, il est député de la chambre des seigneurs de Prusse. En 1892, il devient maire de Bochum. De 1894 à 1899, il est député du parlement provincial de Westphalie (de) pour le Parti national-libéral afin de représenter Bochum.
La ville de Bochum le fait enterrer dans une tombe d'honneur au cimetière de la Blumenstraße. Elle est classée monument historique sous le numéro A 669 depuis le 5 décembre 2013.